# پت-ام آر آی

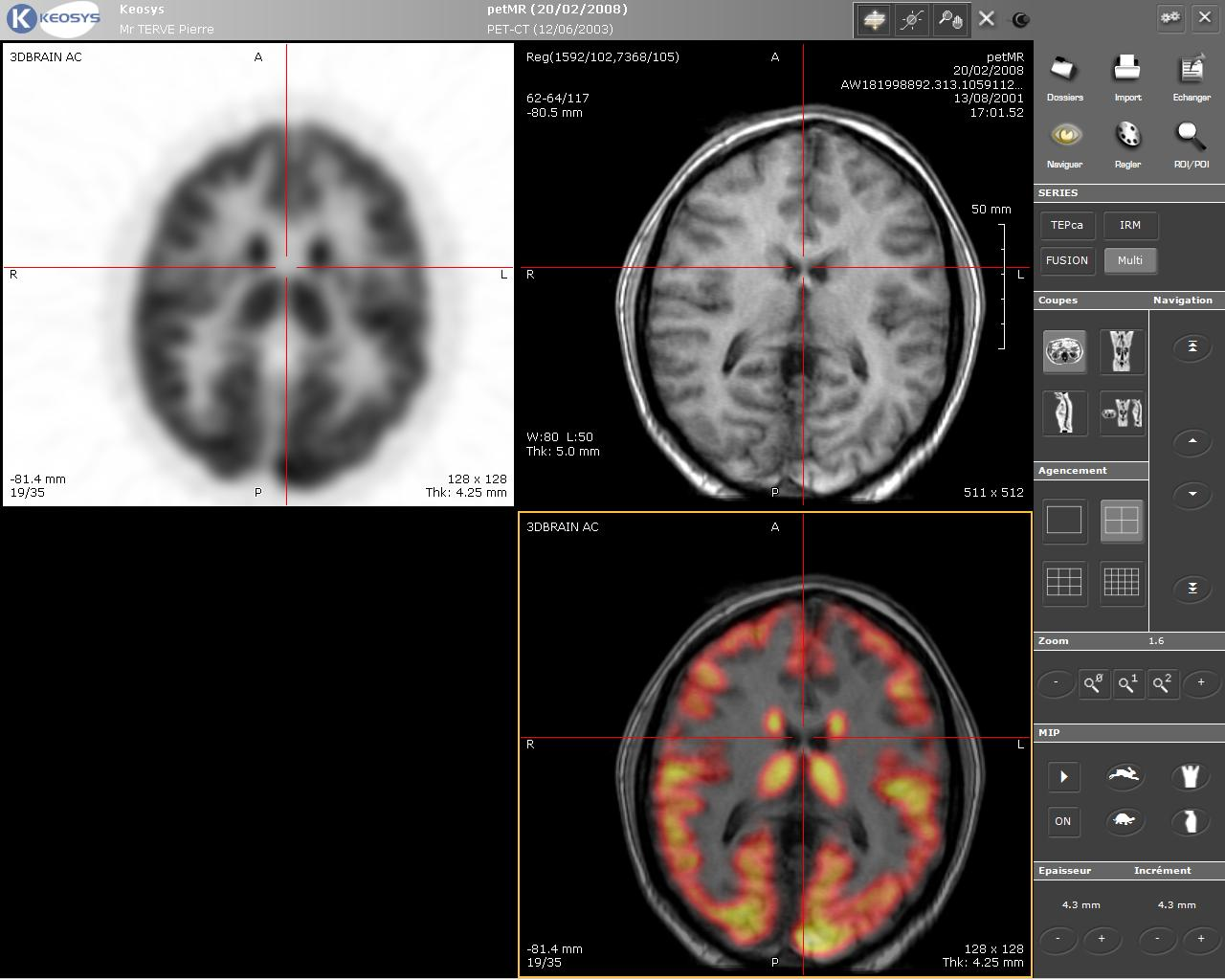

پت-ام آر ای (PET-MRI) نام یک سیستم مولتی مدالیته است که از ترکیب ام آر آی و پت اسکن به وجود می‌آید.
ایدهٔ ترکیب PET/MRI در سال ۱۹۹۰ قبل از این که PET/CT به صورت تجاری در دسترس قرار گیرد به وجود آمد و در سال 2011 در ماه ژوئن توسط FDA تأیید شد. برخلاف PET/CT که دو جزء تشکیل دهنده پشت سر هم قرار می‌گیرند و از طریق تخت بیمار به هم مرتبط می‌شوند در PET/MRI، اسکنر PET درون دستگاه MRI قرار گرفته و امکان تصویربرداری هم‌زمان فراهم شده‌است.

## مزیت‌های PET/MRI بر PET/CT

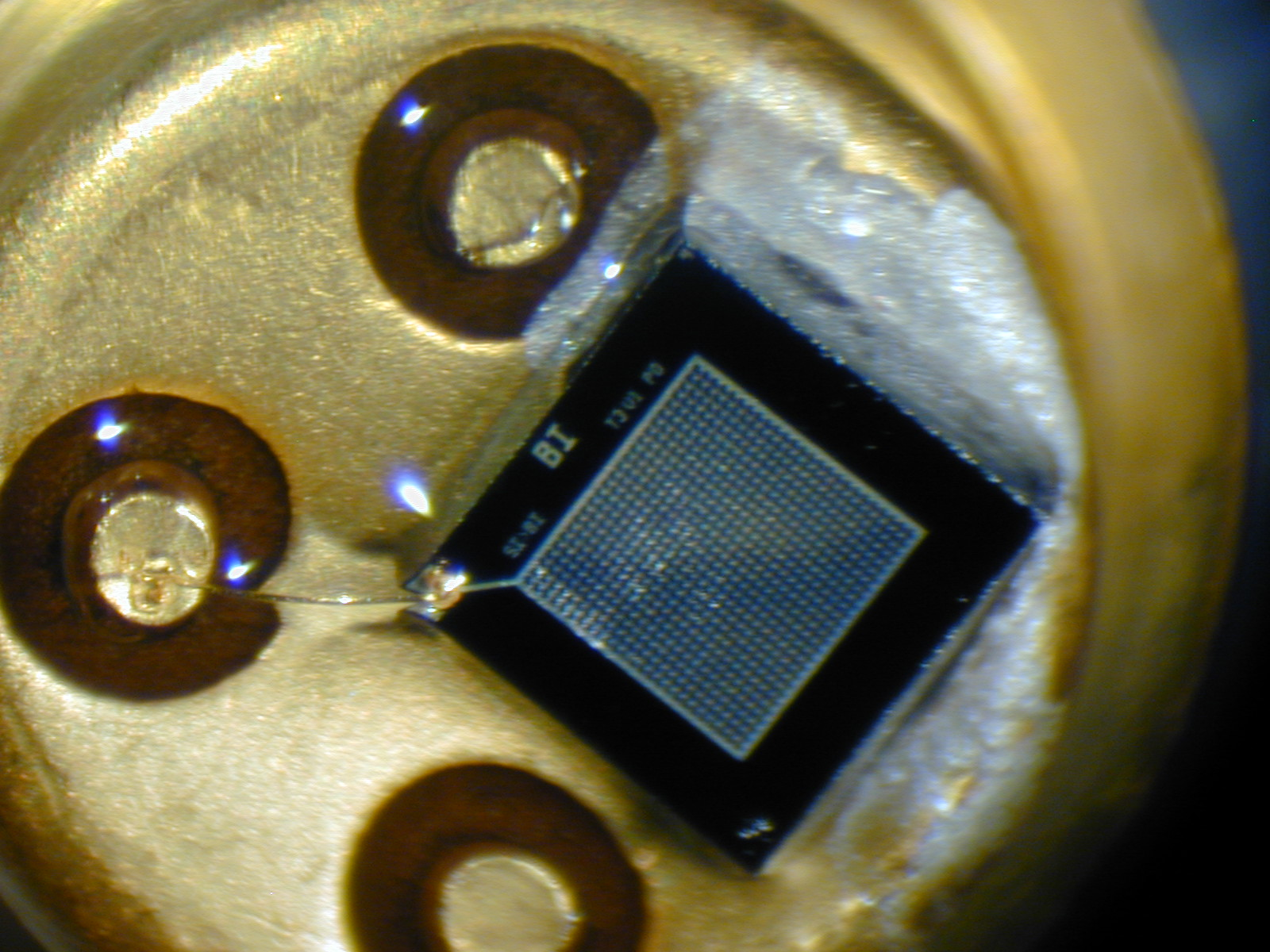
SiPM

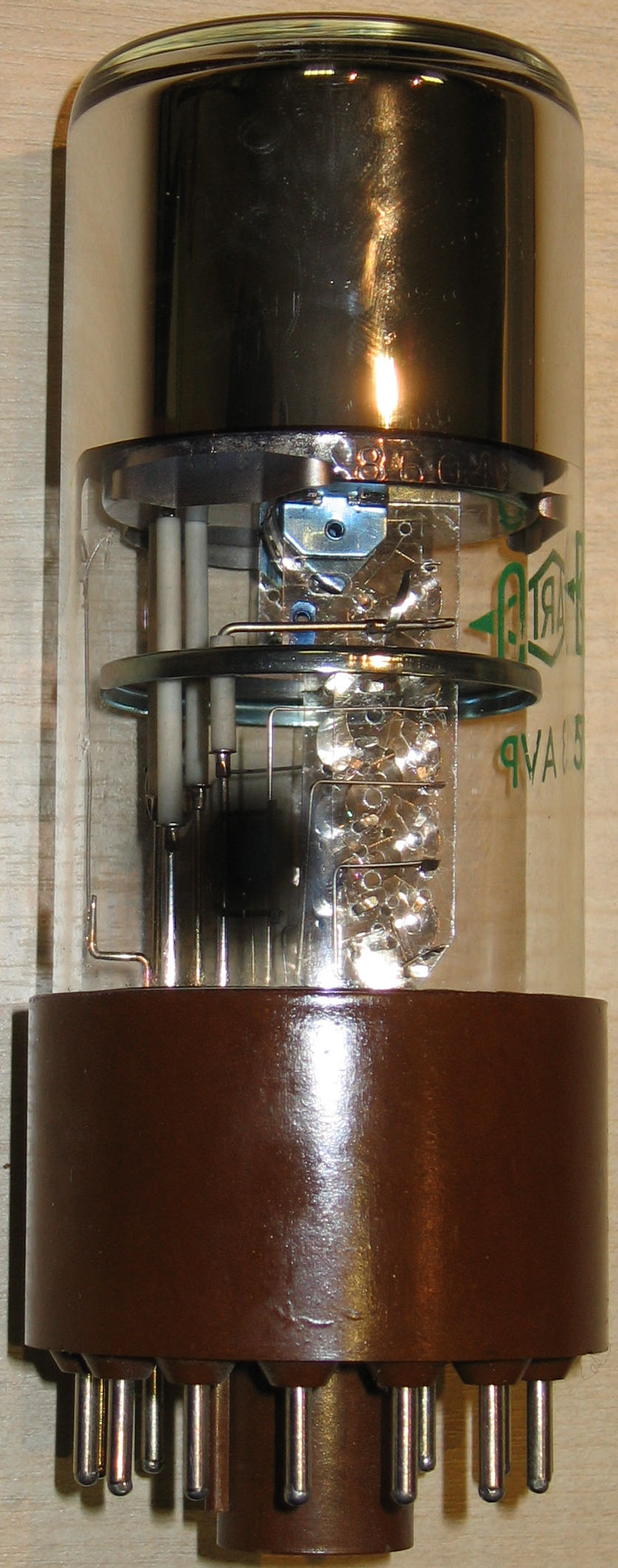
تیوب ضرب‌کننده نوری

MRI نه تنها اطلاعات آناتومیکی با رزولوشن فضایی بالا فراهم می‌کند و کنتراست بافت نرم آن نسبت به CT بسیار بیشتر است امکان استفاده از FMRI و MRS را نیز فراهم می‌کند. مزیت دیگر MRI بر CT عدم حضور تشعشعات یونیزه‌کننده است. معمولاً نیازی به تزریق عامل‌های کنتراست زا که ممکن است تأثیرات جانبی بر بیمار داشته باشد، نیست. تصویربرداری هم‌زمان PET وMRI زمان تصویربرداری را کاهش می‌دهد همچنین آرتیفکت‌های حرکتی بین دو تصویر کاهش می‌یابند. مشکلات PET/MRI را می‌توان در هزینه بالا سرعت کم و دشواری در تصحیح تضعیف تصاویر PET دانست.

## ملاحظات طراحی در سیستم‌های PET/MRI
ساخت سیستم ترکیبی PET/CT نسبتاً راحت بوده و با ترکیب دو روش تصویربرداری موجود بدون تغییر تکنولوژی یا عملکردشان صورت می‌گیرد، در مقابل ترکیب PET و MRI نیازمند اصلاحات قابل توجهی به ویژه در تکنولوژی آشکارساز PET است. برای توسعه یک اسکنر PET که بتواند به‌صورت ترکیبی با یک اسکنر MR کار کند باید بر دو محدودیت عمده غلبه کرد که یکی محدودیت فضای داخل مغناطیس داخل MR و دیگر تداخل بین دو دستگاه (تداخل بین سیگنال‌های RF و گرادیان‌های MRI و سیگنال‌های الکترونیکی PET) است.

## طراحی اسکنر
بطور کلی سه روش اصلی برای تحقق یک اسکنر ترکیبی PET/MRI وجود دارد. ساده‌ترین روش این است که دو اسکنر به‌صورت متوالی به یکدیگر متصل گردد (tandom) و یک تخت مشترک مورد استفاده قرار می‌گیردوMRI و PET به صورت متوالی یکی بعد از دیگری در دو اسکنر جدا عکس می‌گیرند. این روش اجازه می‌دهد داده‌های PET و MRI به صورت متوالی و نه هم‌زمان بدست آید. این راه از لحاظ اقتصادی به صرفه‌ترین راه است، چرا که تنها پیشرفت تکنولوژی استفاده شده در آن عایق بندی قویتر میدان مغناطیسی MR برای کاهش تأثیر آن در کارایی دستگاه PET نزدیک به آن، و وجود تختی است که در هردو اسکنر قابل استفاده باشد.
روش طراحی دیگر PET insert است، که slip-fitها داخل قطر MRI قرار می‌گیرد. میدان دید هر دو اسکنر منطبق می‌گردد و بدست آوردن داده‌ها به صورت هم‌زمان صورت می‌گیرد. مزایای این روش این است که اسکنر MRI می‌تواند به تنهایی مورد استفاده قرار گیرد و اسکنر PET می‌تواند در مواقع لزوم گذاشته یا برداشته شود.
بالاترین انعطاف‌پذیری در انجام تصویربرداری پیشرفته با یک ماشین whole-body PET/MRI فراهم می‌گردد که حلقه آشکارساز PET در داخل محفظه MRI به صورت کامل یکپارچه گردیده است. همچنین امکان تصویربرداری هم‌زمان whole body PET و MRI در این روش فراهم گردیده است تا توانایی هر دو تکنیک مورد استفاده قرار گیرد.

## آشکارسازی در PET/MRI
آشکارساز PET معمولاً از کریستال‌های جرقه زن و تیوب‌های ضرب‌کننده نوری بسیار حساسPMT (به انگلیسی: Photomultiplier tub)تشکیل شده‌است. کریستال‌های جرقه زن اشعه‌های گاما را به فلش‌های نوری ضعیف تبدیل می‌کند و تیوب‌های ضرب‌کننده نوری، این نور را به سیگنال‌های الکتریکی تبدیل می‌کند. PMT از یک تیوب خلاء بزرگ و یک میدان الکتریکی قوی برای شتاب الکترونی به‌منظور بدست آوردن دامنه زیاد سیگنال الکتریکی استفاده می‌کند. میدان‌های مغناطیسی می‌تواند مسیر الکترون‌ها را تحت تأثیر قرار دهد و منجر به یک تغییر قابل توجه در بهره شود؛ بنابراین PMT به شدت به میدان مغناطیسی حساس است و نمی‌تواند به راحتی به‌عنوان آشکارسازهای نوری در ترکیب PET/MRI مورد استفاده قرار گیرد. همچنین PMTها ابزارهای حجیمی با طول در حد چندین سانتیمتر هستند که نیاز به فضای بسیار زیادی دارد تا بتواند داخل یک محفظه MRI قرار گیرد.
فوتو دیودهای آوالانچ (APD) جایگزین مناسبی برای PMT در سیستم PET است. این فوتو دیودها دارای بهره ۱۰۰۰ وبالاتر هستند وتغییرات بهره آن‌ها تابعی خطی از ولتاژ بایاس است و تغییرات بهره با افزایش ولتاژ افزایش می‌یابد. همچنین بهره آن‌ها باافزایش دما کاهش می‌یابد. عدد نویز بسته به بهره از دو تا ده تغییر می‌کند. APD بسیار فشرده است و به میدان‌های مغناطیسی بسیار بزرگ نیز کاملاً غیر حساس هستند و بنابراین یک گزینه خوب برای آشکارسازهای نور جرقه زن در سیستم PET/MRI هستند.
یکی دیگر از آشکارسازهای نوری، Sipmها(به انگلیسی: Silicon photomultiplier) هستند که ماتریسی از GM-APD ها(به انگلیسی: Geiger-mode avalanche photodiode) است که به وسیلهٔ یک لایه مقاومتی به‌صورت موازی به یکدیگر متصل گردیده‌اند. این آشکارسازها کوچک، سبک و غیرحساس به میدان مغناطیسی هستند و در اشکال مختلف و به‌صورت آرایه‌های یک بعدی و دوبعدی پیاده‌سازی می‌شوند.
یک آشکارساز PET که درون یک سیستم MRI کاملاً یکپارچه می‌شود، نیازمند قرار دادن اجزای مختلفی در داخل یک میدان مغناطیسی است؛ بنابراین ملاحظات سازگاری مغناطیسی این مواد برای حفظ کارائی MRI ضروری است زیرا MRI نسبت به مغناطیس پذیری‌های(به انگلیسی: susceptibility) مختلف بسیار حساس است. برای حداقل کردن اعوجاج در تصاویر MRI باید مواد سازنده آشکار ساز PET مغناطیس‌پذیری نزدیک به بافت‌های بدن انسان داشته باشد. در نتیجه لزوماً نمی‌توان گفت مواد غیرمغناطیسی کاملاً با MRI سازگارند. علاوه بر مغناطیس‌پذیری رسانایی مواد هم نقش مهمی دارد چرا که جریان‌هایEDDY که به وسیلهٔ میدان‌های RF و گرادیان MRI القاء می‌شود می‌تواند منجر به خراب شدن طیف MR، ناهمگونی و اثرات دیگر در تصاویر MR شود. علاوه برآن مواد با ساختارهای با مقاومت الکتریکی پایین می‌تواند هم دامنه و هم پلاریزاسیون RF را تحت تأثیر قرار دهد و باعث افت کیفیت تصویر به دلیل نوسانات میدان B۱ شود. یدیدسدیم با ناخالصی تالیم [NaI(Tl)]، یدید سزیم با ناخالصی تالیم [CsI(Tl)] ژرمانانات بیسموت[BGO] و اکسی ارتوسیلیکات لوتتیوم[LSO] رفتار مغناطیس‌پذیری تقریباً مشابه بافت بدن انسان دارند. مواد باید علاوه بر سازگاری مغناطیسی ورسانایی پایین، عدد اتمی و چگالی بالایی داشته باشند.
سایر روش‌ها برای کاهش مواد مورد نیاز در میدان دید MRI به وسیلهٔ تحقیق در روش‌های هدایت نور حاصل از جرقه‌ها به خارج از اسکنر MR (یا حداقل خارج از میدان دید MRI) دنبال می‌شود. با این روش می‌توان PMTهای حساس را خارج از میدان مغناطیسی قرار داد و نیاز به مواد سازگار از نظر رسانایی و مغناطیسی درون MRI را کاهش داد. برای این منظور از فیبرهای نوری برای انتقال نور حاصل از جرقه‌زن‌ها استفاده می‌شود.